# Associació de Música da Camera de Barcelona
L’Associació de Música da Càmera va ser una entitat fundada l’any 1913 per un grup de joves músics afeccionats que mantingué l’activitat fins a l’esclat de la Guerra Civil.
Durant els primers anys, l’ànima de l’Associació foren Josep Raventós i Marià Perelló. El 1915 Enric Granados, que només pogué fer el concert de presentació, en fou nomenat director artístic. El seu successor fou Pau Casals, l’orquestra del qual col·laborà assíduament amb l’Associació. En fou president el metge August Pi i Sunyer.
Els principals solistes vocals i instrumentals, així com les més distingides entitats simfòniques, cambrístiques i corals, locals i estrangeres, foren presentades per l’Associació, que, malgrat les dificultats, preparà curosament festivals i sessions de música contemporània. Personalitats com Ravel, Schönberg, Bartók, Stravinsky, Prokof’ev, Falla i Gerhard, entre d'altres, foren presents en els seus concerts.